# 10416 Kottler
10416 Kottler eller 1998 VA32 är en asteroid i huvudbältet som upptäcktes den 14 november 1998 av LINEAR i Socorro County, New Mexico. Den är uppkallad efter Herbert Kottler.
Asteroiden har en diameter på ungefär 3 kilometer.